# William Edward Norton

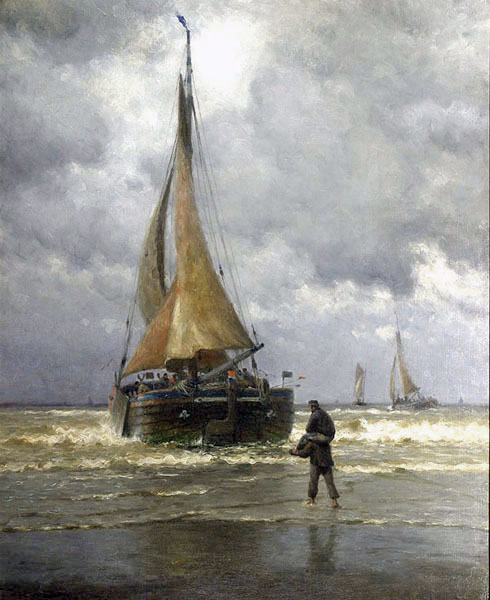
On the coast of Holland

William Edward Norton (Boston, 28 juni 1843 - New York, 1916) was een Amerikaans kunstschilder. Hij schilderde regelmatig in Nederland.

## Leven en werk
Norton werd geboren in een familie van scheepsbouwers, leek aanvankelijk voorbestemd voor een leven op zee, maar koos uiteindelijk voor de kunst. Hij was een leerling van de Bostonse landschapsschilder George Inness en studeerde later bij Antoine Vollon in Parijs. Jarenlang werkte hij in Europa, waarbij hij een studio had in Londen. Hij exposeerde in de Parijse salon en bij de Royal Academy of Arts. Vaak schilderde hij ook in Nederland, met name aan de kust, in de beslotenheid van de vissersgemeenschappen. Hij was gespecialiseerd en kustscènes en marines en werkte in een stijl die doet denken aan de Haagse School.
In 1902 keerde Norton terug naar de Verenigde Staten. In 1913 exposeerde hij nog op de World's Columbian Exposition in Chicago. Hij overleed in 1916.

## Galerij

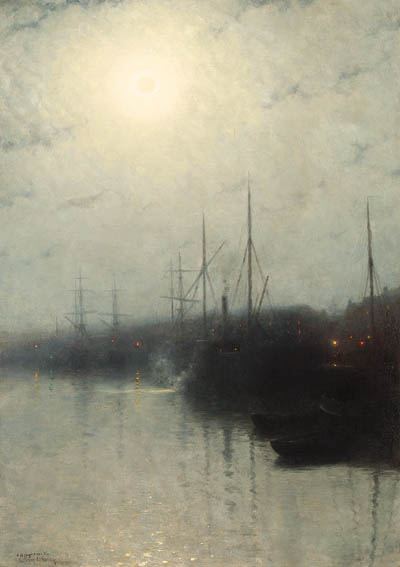
Tranquility
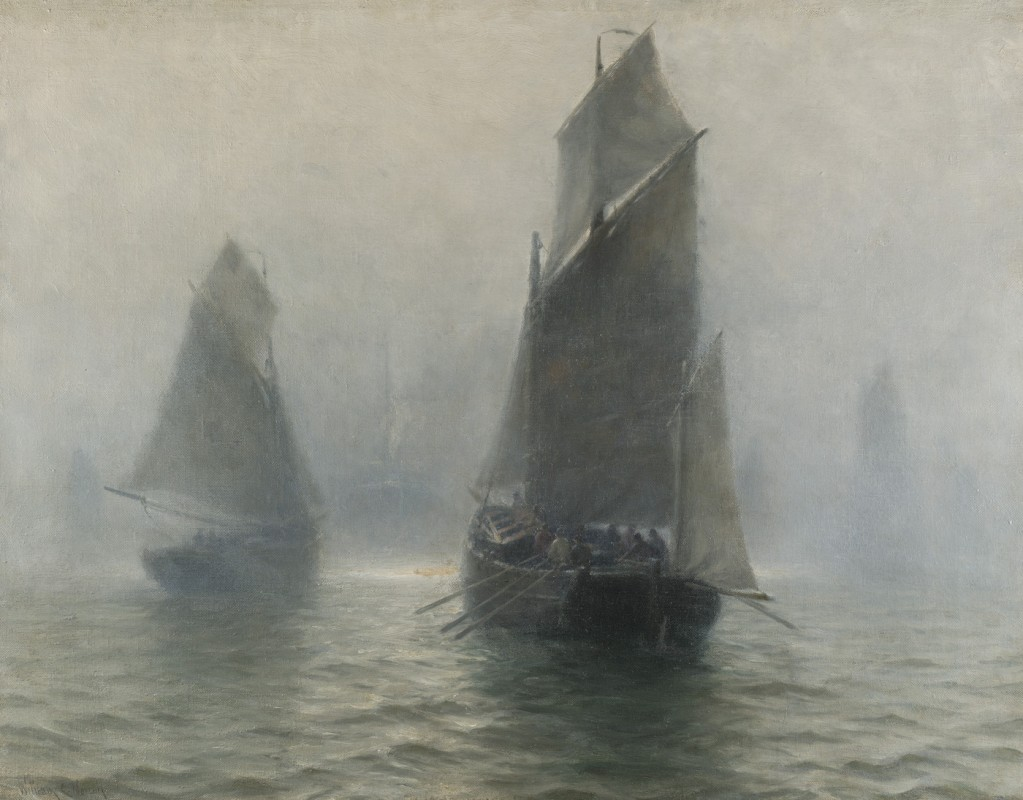
Sailingboats in the mist
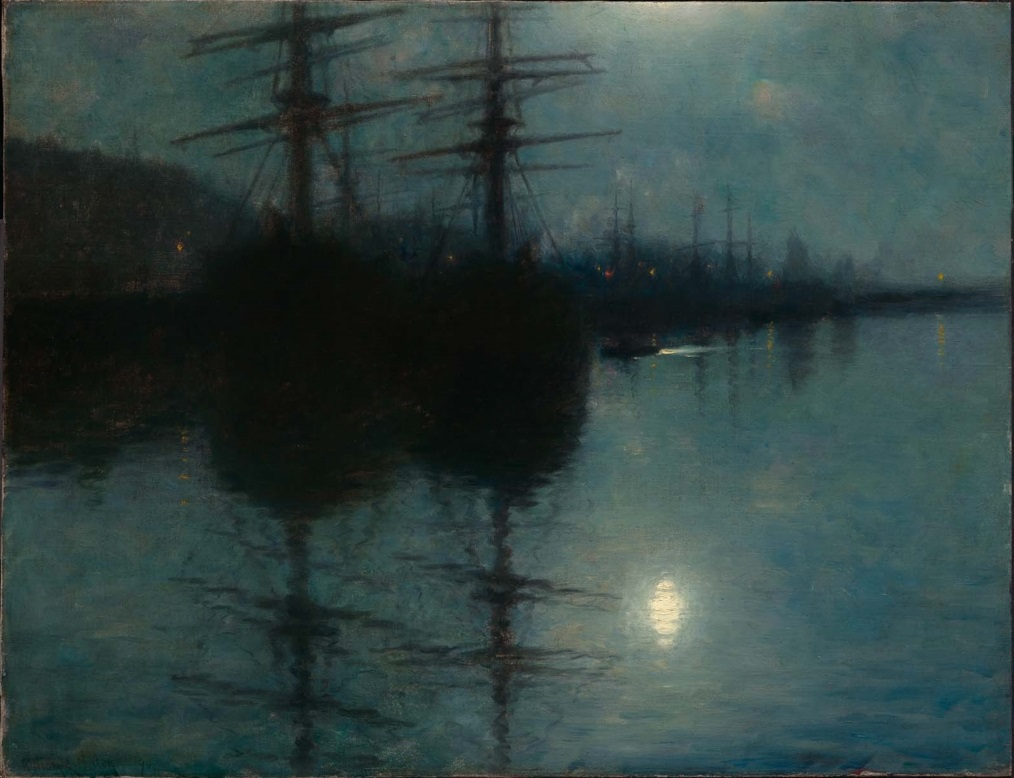
Night, London (Museum of Fine Arts, Boston)
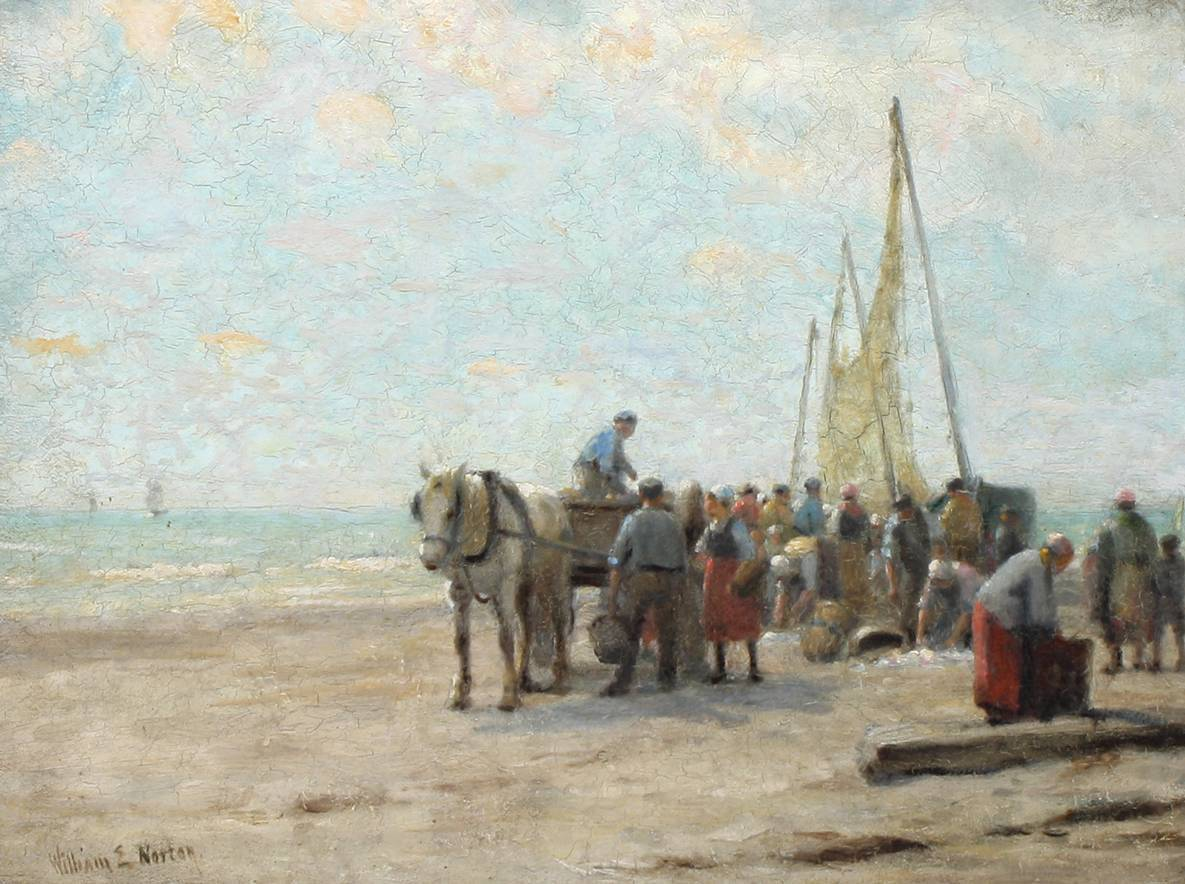
Villagers greeting the fishermen